# Michele Autuoro
Michele Autuoro (Procida, província de Nápoles, 27 de dezembro de 1966) é um clérigo católico romano italiano e bispo auxiliar em Nápoles.
Michele Autuoro estudou filosofia e teologia católica no seminário Card. Alessio Ascalesi em Nápoles. Em 19 de maio de 1991 recebeu o sacramento da ordenação para a Arquidiocese de Nápoles.
Autuoro trabalhou inicialmente como assistente diocesano no departamento juvenil da Ação Católica (1991-1994) e como formador no seminário Card. Alessio Ascalesi (1993-2000) antes de se tornar pároco da paróquia de Santa Maria delle Grazie e San Leonardo em Procida em 2000. Além disso, em 2007 foi brevemente diretor do escritório diocesano para o trabalho missionário. De 2009 a 2012, Michele Autuoro foi pároco da paróquia de Santa Maria della Mercede em Chiaia, distrito de Nápoles. Tornou-se então diretor da Fundação Missio e do Escritório para o Trabalho Missionário da Conferência Episcopal Italiana. Depois de servir como administrador paroquial das paróquias de San Marco di Palazzo e Santa Maria Immacolata a Pizzofalcone em Nápoles em 2018, Michele Autuoro tornou-se regente do seminário Card em 2019. Alessio Ascalesi em Nápoles.
Em 27 de setembro de 2021, o Papa Francisco nomeou-o bispo titular de Cures Sabinorum e bispo auxiliar em Nápoles. O Arcebispo de Nápoles, Domenico Battaglia, consagrou-o, assim como Francesco Beneduce SJ e Gaetano Castello, no dia 31 de outubro do mesmo ano na Catedral de Nápoles; Os co-consagradores foram o Bispo de Acerra, Antonio Di Donna, e o Bispo de Nola, Francesco Marino.